# La Vinada
La Vinada (en asturiano y oficialmente: La Binada) es una casería que pertenece a la parroquia de Bárcena del Monasterio en el concejo de Tineo (Principado de Asturias). Se encuentra a 481 m s. n. m. y está situada a 15,20 km de la capital del concejo, la villa de Tineo. 

## Población
En 2020 contaba con una población de 2 habitantes (INE, 2020) repartidos en un total de 4 viviendas (INE, 2010).